# 葛氏海蠋鱼
葛氏海蠋鱼（学名：Halicampus grayi）为輻鰭魚綱棘背魚目海龙鱼科海蠋鱼属的鱼类，俗名海蝎鱼。分布于印度西太平洋區，包括模里西斯、斯里蘭卡、安達曼群島、日本、台湾、泰國、越南、澳洲、印尼等，棲息深度可達100公尺，一般生活于砂泥底质海中，體長可達20公分。该物种的模式产地在印度和澳大利亚。

## 外部連結
- 海蠋鱼的圖片 （页面存档备份，存于）